# Durch den Traum
Durch den Traum ist das fünfte Album der österreichischen Dark-Metal-Band Dornenreich und erschien 2006, nur ein Jahr nach dem Vorgängeralbum Hexenwind. Mit dem Fortgang von Thomas „Valñes“ Stock stammt nun die gesamte Musik sowie die Texte von Jochen „Evíga“ Stock. Einen Gastauftritt gibt Valñes im zweiten Lied, bei dem er die Synthesizer und den klaren Gesang übernahm. Zusätzliche Unterstützung kommt von Michael Stein, der das Schlagzeug einspielte.

## Aufmachung
Das blau gehaltene Cover zeigt eine auf einem Berg stehende Person, welche die Arme nach oben streckt. Am Himmel sind sowohl ein Voll- als auch ein Halbmond zu sehen. Auf der Rückseite ist eine nahezu gleiche Abbildung, nur dass die Person hier zu einem Baum geworden ist, zwischen deren Ästen eine Taube aufsteigt.
Wie schon Hexenwind erschien auch Durch den Traum in zwei Versionen. Die Digipak-Ausgabe enthält noch das Lied „Ich bin ein Stern“, bei dem es sich um die Vertonung eines Gedichtes von Hermann Hesse handelt.

## Titelliste
1. Durch den Traum I – 1:09
2. Durch den Traum II – 10:28
3. Durch den Traum III – 13:03
4. Durch den Traum IV – 1:17
5. Durch den Traum V – 6:02
6. Durch den Traum VI – 7:27
7. Durch den Traum VII – 6:04
8. Durch den Traum VIII – 5:24
9. Ich bin ein Stern – 3:41 (nur auf limitierter Edition)

## Inhalt
Dass das Album nur zwölf Monate nach dem Erscheinen von Hexenwind erschien, liegt auch daran, dass beide Alben während der „Sharrektim“-Sessions 2001/2002 entstanden und erst danach entschieden wurde, welche Titel auf welches Album kommen. Einiges Material von Durch den Traum ist daher älter als das von Hexenwind. Im Booklet selbst gibt Evíga die Produktionszeit der Titel mit der Zeitspanne Dezember 2001 bis März 2006 an.
Die Musik geht daher auch stark in die Richtung des Vorgängers, verglichen mit diesem enthält Durch den Traum jedoch mehr Ambient-Klänge sowie akustische Inhalte, welche die Gratwanderung zwischen innerlicher Ruhe und Aufruhr besser darzustellen versuchen. Der Stil lässt sich nicht genau festlegen, da kein dominierendes Genre auszumachen ist und sich die Musik auch schlecht umschreiben lässt. Evíga selbst bezeichnete das Album folgendermaßen:

„Für mich ist ‚Durch den Traum‘ zeitloser Ausdruck künstlerischer Leidenschaft und spiritueller Suche. Textlich eine existenzialistische naturmystische Reise und musikalisch eine Vision jenseits von Black Metal, (Neo-)Folk und Ambient. ‚Durch den Traum‘ stellt musikalisch und inhaltlich die Essenz der ersten Dekade Dornenreichs dar.“